# Meryam Joobeur
Meryam Joobeur is een Tunesisch-Canadees filmregisseur en scenarioschrijver.

## Biografie
Jobeur groeide op in Tunesië en de Verenigde Staten en verhuisde daarna naar Montréal, Québec in Canada, waar ze afstudeerde aan het Cinema-Communications-programma aan het Dawson College en de Mel Hoppenheim School of Cinema aan de Concordia-universiteit. 
Ze is het meest bekend om haar korte film Ikhwène (Brotherhood) uit 2018, die heel wat prijzen won, onder meer op het Internationaal filmfestival van Toronto 2018 de prijs voor beste Canadese korte film. Ikhwène werd ook genomineerd voor de "Oscar voor beste korte film" bij de 92ste Oscaruitreiking. Voorafgaand aan Ikhwène schreef en regisseerde ze de korte films Gods, Weeds and Revolutions (2012) en Born in the Maelstrom (2017).  In 2020 was Joobeur een van de ontvangers van de Top 25 Canadian Immigrant Awards 2020.
Joobeur nam deel aan het Sundance Screenwriters 'Lab op het Sundance Film Festival 2021, waar ze de Sundance Institute/NHK Award van US$ 10.000 ontving voor de productie van haar speelfilm. In 2024 ging haar eerste speelfilm Mé el Aïn in première op het Internationaal filmfestival van Berlijn in de competitie voor de Gouden Beer. De film is gebaseerd op het gelijkaardige scenario van haar bekroonde korte film Ikhwène maar bevat enkele belangrijke verhaalverschillen, waaronder het veranderen van het centrale personage van een vader in een moeder. 

## Filmografie
- 2024: Mé el Aïn
- 2018: Ikhwène (Brotherhood) (korte film)
- 2017: Born in the Maelstrom (korte film)
- 2015: Deux Mondes (korte film)
- 2012: Gods, Weeds and Revolutions (documentaire-korte film)

## Prijzen en nominaties
De belangrijkste:
| Jaar | Prijs                                   | Categorie                 | Film      | Uitslag     |
| ---- | --------------------------------------- | ------------------------- | --------- | ----------- |
| 2024 | Internationaal filmfestival van Berlijn | Gouden Beer               | Mé el Aïn | Genomineerd |
| 2020 | Academy Awards (Oscars)                 | Beste korte film          | Ikhwène   | Genomineerd |
| 2018 | Internationaal filmfestival van Toronto | Beste Canadese korte film | Ikhwène   | Gewonnen    |